# Léon Cristiani
Léon Cristiani, qui a également emprunté le pseudonyme de Nicolas Corte, né le 4 janvier 1879 à Escurolles (Allier) et mort le 8 janvier 1971 à Moulins (Allier), est un prélat, historien, théologien et universitaire français. Il est connu pour ses travaux sur l'histoire du protestantisme et sur l'Église au XVIe siècle, ses multiples biographies, quelques réflexions théologiques, abordant notamment le domaine du satanisme et des forces du mal, et philosophiques.

## Biographie
Léon Cristiani est né dans une famille modeste originaire de Corse. Son père, Joseph Cristiani, est gendarme, et sa mère, Thérèse Courtinat, paysanne. Après des études religieuses et théologiques à Moulins puis à Rome, Léon Cristiani est ordonné prêtre à Saint-Jean de Latran le 29 mars 1902. Il devient alors l'élève du professeur et futur cardinal Louis Billot. Dans la droite ligne de son maître, il développe rapidement une doctrine anti-moderniste et combat les idées d'Alfred Loisy, le modernisme étant par lui qualifié d'« hérésie ». Il est consacré docteur en théologie à l'Université grégorienne de Rome en mai 1903, après avoir effectué sa thèse. Il retourne alors au Grand séminaire de Moulins où il enseigne, de 1903 à 1914, la philosophie, la théologie dogmatique puis l'histoire de l'Église. Parallèlement, il s'intéresse de plus en plus à l'histoire du christianisme et étudie les travaux de Friedrich Heinrich Suso Denifle sur Martin Luther et le protestantisme, domaines d'études dans lesquels il deviendra un expert reconnu,. Dans cette optique, il apprend la langue allemande et devient en 1911 docteur ès lettre de l'université de Clermont-Ferrand, en soutenant une thèse intitulée : Du luthéranisme au protestantisme : l'évolution de Luther de 1517 à 1528.
Il est nommé en juillet 1914 professeur à la Faculté de théologie de Lille, mais est rapidement mobilisé pour la Première Guerre mondiale à laquelle il participe en tant qu'infirmier, et officie par ailleurs comme prêtre auprès des soldats.
Il est nommé en 1919 professeur d'histoire à l'Université catholique de Lyon, où il crée et organise la licence d'histoire. Il y reste jusqu'à sa retraite en 1948, en occupant de surcroît la fonction de doyen à partir de 1928. En parallèle à sa carrière universitaire, il commence à publier plusieurs ouvrages de théologie et d'histoire du christianisme, notamment plusieurs biographies, et s'affirme définitivement comme étant un spécialiste de Luther, du protestantisme et de l'histoire du christianisme aux XVIe et XVIIe siècles au point, en 1947, d'être invité à rédiger le XVIIe tome de la prestigieuse Histoire de l'Église des origines à nos jours de Fliche et Martin consacré à L'Église à l'époque du Concile de Trente. Il y détaille le contexte politique ayant amené la Papauté à tenir ce concile œcuménique, brosse un portrait de chaque pape ayant traversé la période étudiée et, enfin, étudie en France, en Allemagne (avec une étude spécifique sur le jésuite Pierre Canisius), en Pologne (avec une partie consacrée à Stanislas Hosius), en Italie et en Espagne (avec des analyses, à propos de ce pays, de l'érastianisme et de l'Inquisition, qui y sont encore très présents, ainsi que du mouvement mystique et de la conquête missionnaire du Nouveau monde. Enfin, y figure un portrait de Sainte-Thérèse d'Avila (à laquelle il consacrera plus tard une biographie)) l'influence, avant le Concile de Trente, de la Réforme catholique, qu'il analyse comparativement à la Réforme luthérienne. Il collabore par ailleurs au Dictionnaire de théologie catholique, publie des articles dans de nombreuses revues spécialisées comme L'Ami du clergé ou La Revue d'Histoire de l'Église de France, tient de nombreuses conférences et intervient régulièrement à Radio-Lyon.
Sur le plan ecclésiastique, il est nommé en 1932 chanoine honoraire et prêche de nombreux Avents et carêmes. Enfin, en 1956, il est fait Prélat de Sa Sainteté, et est donc autorisé à porter le titre de « Monseigneur ».
À partir de sa retraite, en 1948, il se consacre pleinement à ses activités intellectuelles et littéraires et, lassé de Luther, décide d'élargir ses domaines d'études, notamment aux saints avec lesquels il adopte une approche hagiographique classique. Outre la poursuite de ses collaborations aux revues spécialisées, auxquelles il faut ajouter Ecclesia, dans laquelle il s'investit beaucoup, il publie dans les années 1950 et 1960 de nombreuses biographies (de Saints, donc, principalement, comme le roi de France Saint-Louis ou encore Jeanne d'Arc, mais aussi de théologiens et de personnalités de l'Église, comme celle de Charles de Foucauld, devenue une référence), des analyses historiques, quelques ouvrages de théologie, principalement autour de Pierre Teilhard de Chardin, de Satan et de la notion de croyance, une autobiographie et même une étude sur les monstres et merveilles de la Préhistoire. Il est à noter que quatre des ouvrages publiés par Léon Cristiani le sont sous le pseudonyme de Nicolas Corte, employé pour des raisons inconnues, notamment sa biographie de Teilhard de Chardin, publiée aux éditions Fayard. Il utilise également ce pseudonyme pour certains des articles qu'il publie dans la revue Ecclesia.
Vers la fin de sa vie, il quitte Lyon pour retourner dans son Allier natal, à Moulins, où il meurt le 8 janvier 1971.

## Publications

### Sous son propre nom
- Le problème de Dieu et le pragmatisme, Éditions Bloud et Barral, Paris, 1908
- Du luthéranisme au protestantisme : l'évolution de Luther de 1517 à 1528, Bloud et Gay, 1911
- Luther et la question sociale, Tralin, 1912
- Une congrégation française sous la Restauration, l'institut de la Providence de Grenoble, origines et fondation, En vente Maison, 1925
- Jésus-Christ, fils de Dieu, Sauveur, 3 tomes, Apostolat, 1933-1934
- La merveilleuse histoire des premières Ursulines françaises, Vitte, 1935
- Aux origines du monastère de Lérins, Fontenelle, 1946
- Jean Cassien ou la spiritualité du désert, 2 volumes, Fontenelle, 1946
- Histoire de l'Église des origines à nos jours. Tome 17 : l'Église à l'époque du Concile de Trente, Éditions Bloud et Gay, 1947
- Saint Théophile de Corté (1676-1740), une gloire de la Corse, Paris, 1951
- Actualité de Satan, Éditions du Centurion, 1954
- Un sacerdoce rayonnant, Moulins, Crépin-Leblond, 1954, prix Juteau-Duvigneaux de l’Académie française en 1955
- Faut-il obéir à l'Église ?, Éditions du Centurion, 1955
- Sainte Thérèse d'Avila. Une grande mystique, Apostolat, 1955
- Catholiques, protestants : les pierres d'achoppement, en collaboration avec le pasteur Jean Rilliet, Fayard, 1955
- Nostradamus, Malachie et compagnie, Éditions du Centurion, Paris, 1955
- Monstres et merveilles de la Préhistoire, Éditions du Centurion, 1956
- Le Vrai visage d'Adam, Éditions du Centurion, 1956
- Brève histoire des hérésies, Fayard, 1957
- Nos raisons de croire, Fayard, 1957
- Un prêtre redouté de Napoléon : Père Bruno Lanteri (1759-1830), Procure des Oblats de La Vierge Marie, 1957
- Le Vatican politique, Éditions du Centurion, 1957
- Sainte Rita de Cascia. La Sainte des cas désespérés, Apostolat, 1958
- Saint Jean-Marie Vianney (1786-1859). Curé d'Ars, Apostolat, 1958
- L'Extatique de Niederbronn : Élisabeth Eppinger ou Mère Alphonse-Marie, fondatrice des Sœurs du Très-Saint-Sauveur, 1814-1867, Fayard, 1958
- Sainte Marguerite-Marie et les promesses du Sacré-Cœur, Apostolat, 1959
- Saint François d'Assise, Apostolat, 1959
- Sainte Monique (331-387), Apostolat, 1959
- Saint Louis, roi de France (1214-1270), Apostolat, 1959
- Présence de Satan dans le monde moderne, France-Empire, Paris, 1959
- Charles de Foucauld, 1858-1916, Pèlerin de l'absolu, Apostolat, 1960
- L'insurrection protestante. L'Église de 1450 à 1623, Fayard, 1961
- Les Vingt conciles œcuméniques, Apostolat, 1961
- Au service de l'enfance : Claudine Thévenet, France-Empire, 1961
- 60 ans de sacerdoce, Éditions du Chalet, 1961
- Saint Joseph, Apostolat, 1962
- Sommet, tu m'as conquis, le serviteur de Dieu Maggiorino Vigolungo : 1904-1918, Apostolat, 1963
- Monseigneur Lavallée, un grand recteur, France-Empire, 1963
- Le Serviteur de Dieu, Daniel Brottier, France-Empire, 1963
- A l'écoute du monde rural. Une grande fondatrice, Mère du Sablon, France-Empire, 1964
- Sainte Jeanne d'Arc, Apostolat, 1968
- Evidence Of Satan in the Modern World, 1959

### Sous le pseudonyme de Nicolas Corte
- Saint Pierre est-il au Vatican ?, Fayard, 1956
- Satan, l'adversaire, Fayard, 1956
- La vie et l'âme de Pierre Teilhard de Chardin, Fayard, 1957
- Les origines de l'homme, Fayard, 1957

### Préface
- Marie Carré, J'ai choisi l'unité, Apostolat des éditions, 1963[6]

## Récompenses et distinctions

### Décorations
- Chevalier de la Légion d'honneur en 1956[1]

### Prix
- Prix Montyon de l’Académie française en 1912 pour Du luthéranisme au protestantisme
- Prix Juteau-Duvigneaux de l’Académie française en 1955 pour Un sacerdoce rayonnant
- Prix Alfred-Née de l’Académie française en 1962 pour L'ensemble de son œuvre